# Schmierwurst

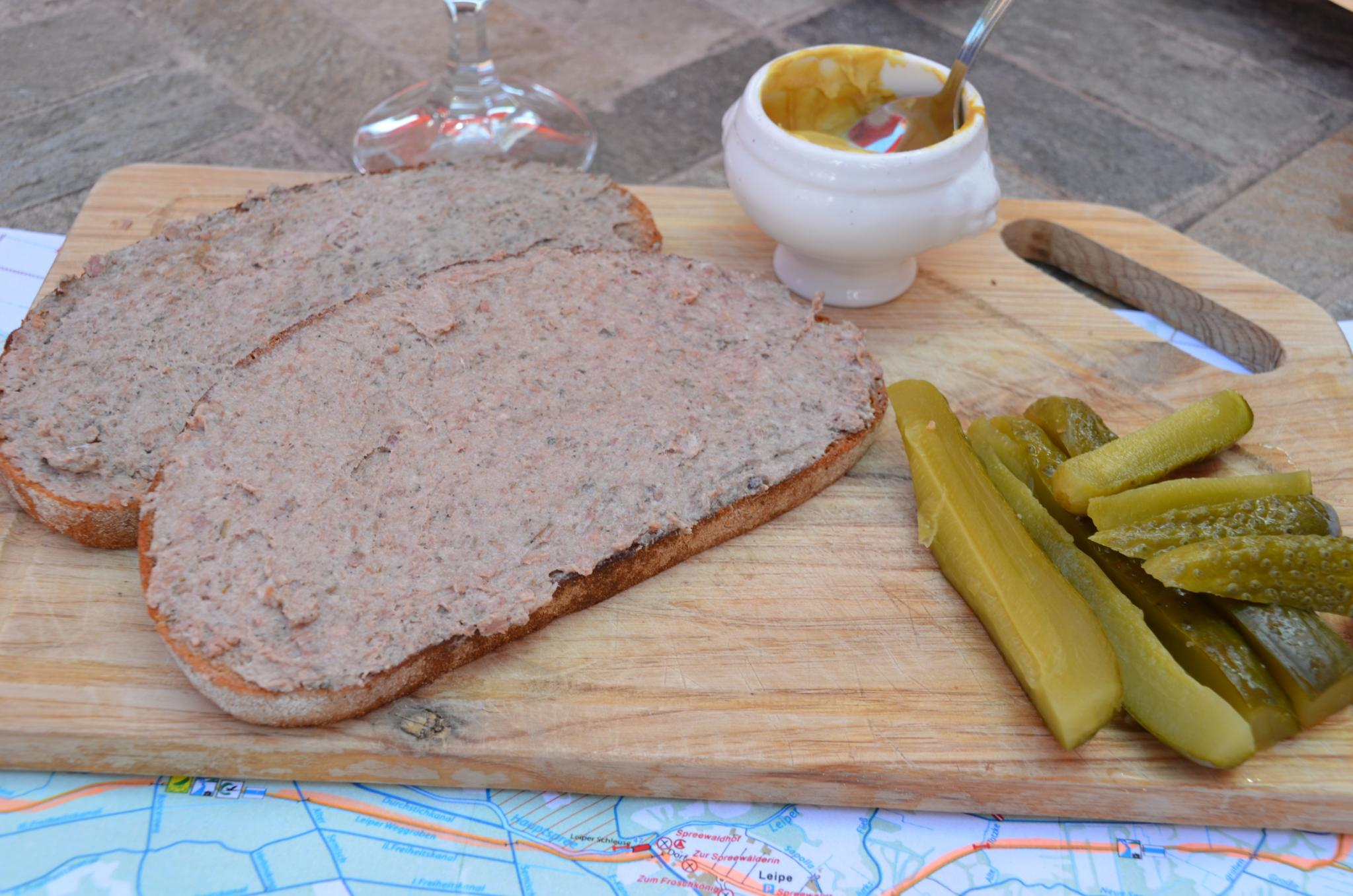
Auf Brotscheiben „geschmierte“ Leberwurst, dazu Senf und Gurken

Als Schmierwurst bezeichnet man in Deutschland streichfähige Rohwürste (Mettwurst und Teewurst) sowie Kochstreichwürste wie Leberwurst, insbesondere im Zusammenhang mit dem Schmieren von Brotscheiben oder Brötchenhälften.
Die Deutsche Lebensmittelbuch-Kommission deklariert in Ziffer 2.212.4 der für Deutschland gültigen Leitsätze für Fleisch und Fleischerzeugnisse eine Schmierwurst, fette Mettwurst, die fein zerkleinertes, fettgewebereiches Schweinefleisch, grob entsehntes Rindfleisch, sehnenreiches Rindfleisch und Fettgewebe enthält.